# Hirasa vitreata
Hirasa vitreata är en fjärilsart som beskrevs av Moore 1867. Hirasa vitreata ingår i släktet Hirasa och familjen mätare. Inga underarter finns listade i Catalogue of Life.